# Cheiry
Cheiry é uma comuna da Suíça, localizada no Cantão de Friburgo, com 349 habitantes, de acordo com o censo de 2010 . Estende-se por uma área de 5,63 km², de densidade populacional de 54 hab/km². Confina com as seguintes comunas: Combremont-le-Grand (VD), Combremont-le-Petit (VD), Forel-sur-Lucens (VD), Granges-près-Marnand (VD), Prévondavaux, Sassel (VD) e Surpierre.
A língua oficial nesta comuna é o francês.

## Idiomas
De acordo com o censo de 2000, a maioria da população fala francês (91,4%), sendo o alemão a segunda língua mais comum, com 4,1%, e o inglês a terceira, com 1,9%.